# Enterocyt
Enterocyt (av grekiska ἔντερον, "tarm", och κύτταρο, "cell") avser en typ av specialiserade tarmceller. De utgör ett enskiktat cylinderepitel och är ofta klädda av mikrovilli för att ytterligare öka den absorptiva förmågan. Enterocyter har tack vare plasmamembranets speciella egenskaper störst permeabilitet för näringsämnen såsom monosackarider och fria fettsyror av alla kroppens celler.